# NBA Most Improved Player Award
NBA Most Improved Player Award är ett pris i basketligan NBA till den spelare som under säsongen har förbättrats sig mest sedan säsongen eller säsongerna före.

## Vinnare
| ^ | Spelare som fortfarande är aktiva. |
| * | Inröstad i Basketball Hall of Fame |

| Säsong    | Namn                   | Position       | Nationalitet | Lag                        |
| --------- | ---------------------- | -------------- | ------------ | -------------------------- |
| 1985/1986 | Alvin Robertson        | Guard          | USA          | San Antonio Spurs          |
| 1986/1987 | Dale Ellis             | Guard/Forward  | USA          | Seattle SuperSonics        |
| 1987/1988 | Kevin Duckworth        | Center         | USA          | Portland Trail Blazers     |
| 1988/1989 | Kevin Johnson          | Guard          | USA          | Phoenix Suns               |
| 1989/1990 | Rony Seikaly           | Center         | USA          | Miami Heat                 |
| 1990/1991 | Scott Skiles           | Guard          | USA          | Orlando Magic              |
| 1991/1992 | Pervis Ellison         | Center/Forward | USA          | Washington Bullets         |
| 1992/1993 | Chris Jackson          | Guard          | USA          | Denver Nuggets             |
| 1993/1994 | Don MacLean            | Forward        | USA          | Washington Bullets (2)     |
| 1994/1995 | Dana Barros            | Guard          | USA          | Philadelphia 76ers         |
| 1995/1996 | Gheorghe Mureșan       | Center         | Rumänien     | Washington Bullets (3)     |
| 1996/1997 | Isaac Austin           | Center         | USA          | Miami Heat (2)             |
| 1997/1998 | Alan Henderson         | Forward        | USA          | Atlanta Hawks              |
| 1998/1999 | Darrell Armstrong      | Guard          | USA          | Orlando Magic (2)          |
| 1999/2000 | Jalen Rose             | Guard/Forward  | USA          | Indiana Pacers             |
| 2000/2001 | Tracy McGrady*         | Guard/Forward  | USA          | Orlando Magic (3)          |
| 2001/2002 | Jermaine O'Neal        | Forward/Center | USA          | Indiana Pacers (2)         |
| 2002/2003 | Gilbert Arenas         | Guard          | USA          | Golden State Warriors      |
| 2003/2004 | Zach Randolph          | Forward        | USA          | Portland Trail Blazers (2) |
| 2004/2005 | Bobby Simmons          | Guard/Forward  | USA          | Los Angeles Clippers       |
| 2005/2006 | Boris Diaw             | Forward        | Frankrike    | Phoenix Suns (2)           |
| 2006/2007 | Monta Ellis            | Guard          | USA          | Golden State Warriors (2)  |
| 2007/2008 | Hidayet Türkoğlu       | Forward        | Turkiet      | Orlando Magic (4)          |
| 2008/2009 | Danny Granger          | Forward        | USA          | Indiana Pacers (3)         |
| 2009/2010 | Aaron Brooks           | Guard          | USA          | Houston Rockets            |
| 2010/2011 | Kevin Love^            | Forward/Center | USA          | Minnesota Timberwolves     |
| 2011/2012 | Ryan Anderson          | Forward        | USA          | Orlando Magic (5)          |
| 2012/2013 | Paul George^           | Forward        | USA          | Indiana Pacers (4)         |
| 2013/2014 | Goran Dragić           | Guard          | Slovenien    | Phoenix Suns (3)           |
| 2014/2015 | Jimmy Butler^          | Guard/Forward  | USA          | Chicago Bulls              |
| 2015/2016 | C.J. McCollum^         | Guard          | USA          | Portland Trail Blazers (3) |
| 2016/2017 | Giannis Antetokounmpo^ | Forward        | Grekland     | Milwaukee Bucks            |
| 2017/2018 | Victor Oladipo^        | Guard          | USA          | Indiana Pacers (5)         |
| 2018/2019 | Pascal Siakam^         | Forward        | Kamerun      | Toronto Raptors            |
| 2019/2020 | Brandon Ingram^        | Forward        | USA          | New Orleans Pelicans       |
| 2020/2021 | Julius Randle^         | Forward        | USA          | New York Knicks            |
| 2021/2022 | Ja Morant^             | Guard          | USA          | Memphis Grizzlies          |
| 2022/2023 | Lauri Markkanen^       | Forward        | Finland      | Utah Jazz                  |